# Ulrik Romme
Ulrik Romme (ur. 25 października 1979 w Saksköbing) – duński wioślarz.

## Osiągnięcia
- Mistrzostwa Świata Juniorów – Glasgow 1996 – dwójka podwójna – 22. miejsce[1].
- Mistrzostwa Europy – Poznań 2007 – czwórka bez sternika – 7. miejsce[1].
- Mistrzostwa Europy – Ateny 2008 – czwórka bez sternika wagi lekkiej – 7. miejsce[1].